# Бутурлино (Пензенская область)
Бутурлино — село в Иссинском районе Пензенской области. Входит в состав Знаменско-Пестровского сельсовета.

## География
Расположено на берегу речки Бутурлинка (приток Пелетьмы) в 5 км на запад от центра сельсовета села Знаменская Пестровка и в 21 км на восток от райцентра посёлка Исса.

## История
Поселена в конце XVII – начале XVIII в. стольником Л.А. Бутурлиным. Как помещичья д. Бутурлино упоминается в 1717 г. В 1750 г. построена деревянная церковь во имя Иоанна Предтечи. С 1780 г. – село Инсарского уезда Пензенской губернии. В 1782 г. село Ивановское, Бутурлино тож, 131 двор; всей дачи – 2752 десятины, в том числе усадебной земли – 158, пашни – 1921, сенных покосов – 440, леса – 147. Село располагалось «по обе стороны Пелетьминской Вершины и четырех небольших отвершков». Церковь во имя Рождества Иоанна Предтечи и дом господский – деревянные, при нем сад плодовый. В 1785 г. показано за княгиней Варварой Петровной Голицыной (364 ревизских души с селом Соловцовкой), Марией Андреевной Стрелковой (93), Андреем Петровичем Ушаковым (102), а также за Федоровыми Алексеем Ивановичем (14), Егором Егоровичем (20), Михаилом Ивановичем (12) и Иваном Егоровичем (18 душ). В 1896 г. село Бутурлино – волостной центр Инсарского уезда, 156 дворов, при селе пос. Николаевка (10 дворов) – землевладение дворян Аксентьевых Николая Николаевича, его детей Владимира, Александра и Марии (167 дес.); видимо, по Аксентьеву-старшему поселок и получил название. В 1894 г. – церковноприходская школа. В 1911 г. – три крестьянских общины, 144 двора, церковь, при ней школа, имения Делигенского, Аксентьева, Асьминова, 5 ветряных мельниц. 2 лавки.
С 1928 года село являлось центром Бутурлиновского сельсовета Иссинского района Пензенского округа Средне-Волжской области (с 1939 года — в составе Пензенской области). В 1939 г. – колхоз имени Сталина (организован в 1929 г.), 131 двор колхозников, после смерти И.В. Сталина – колхоз имени Ленина. В 1955 году село в составе Знаменско-Пестровского сельсовета.

## Население
| 1782 | 1864 | 1897 | 1911 | 1926 | 1930 | 1939 |
| ---- | ---- | ---- | ---- | ---- | ---- | ---- |
| 780  | ↗803 | ↗868 | ↗869 | ↘860 | ↗970 | ↘657 |
| 1959 | 1979 | 1989 | 1996 | 2002 | 2010 |      |
| ↘422 | ↘242 | ↘180 | ↘154 | ↘110 | ↘77  |      |